# Miguel Cristóvão de Araújo
Miguel Cristóvão de Araújo (Angra do Heroísmo, 8 de Maio de 1895 — Angra do Heroísmo, 17 de Maio de 1962) foi um oficial do Exército Português que se destacou como investigador da história dos Açores, com particular enfoque na história militar e no estudo da Restauração na ilha Terceira. Foi agraciado com os graus de cavaleiro e de comendador da Ordem Militar de Avis.

## Biografia
Oriundo de uma família com fracos recursos económicos, filho de um soldado oriundo da ilha da Madeira que prestava serviço na guarnição do Castelo de São João Baptista do Monte Brasil e de uma jovem da ilha de São Jorge, depois de completar os estudos elementares em Angra do Heroísmo, ingressou no ano de 1917 na Escola de Guerra.
Concluído o curso de sargentos de Infantaria, em 1918 foi promovido a alferes e iniciou uma carreira de oficial do Exército Português que o levou ao posto de major no ano de 1946. Passou à reserva no ano de 1951, no posto de major. Grande parte da carreira militar foi cumprida na guarnição do Castelo de São João Baptista do Monte Brasil, de que chegou a ser comandante (1946-1951). Chefiou também o Distrito de Recrutamento e Mobilização de Angra do Heroísmo. Para além de diversas medalhas militares, recebeu a medalha Dedicação da Legião Portuguesa, instituição de que foi destacado dirigente local em Angra do Heroísmo. 
Em 1951 foi nomeado delegado dos Serviços de Censura na cidade de Angra do Heroísmo, cargo que exerceu durante muitos anos. Defensor do regime do Estado Novo, foi um dos principais obreiros da implantação da Legião Portuguesa e da União Nacional nas ilhas do Grupo Central dos Açores.
Sócio fundador do Instituto Histórico da Ilha Terceira e sócio correspondente da Sociedade Histórica da Independência de Portugal, dedicou-se aos estudos da história militar dos Açores, com destaque para a história do Castelo de São João Baptista do Monte Brasil. Os seus principais trabalhos versam o período da Restauração.
Era um excelente desenhador e topógrafo, tendo ilustrado alguns dos seus trabalhos. Executou levantamentos topográficos de relevo das ilhas Terceira e Graciosa. Foi agraciado com os graus de Cavaleiro (15 de junho de 1939) e de Comendador (6 de janeiro de 1951), ambos da Ordem Militar de Avis.

## Obras publicadas
Para além de uma vasta obra dispersa por vários periódicos, com destaque para o jornal A União de Angra do Heroísmo, é autor das seguintes obras:
- "A procissão de São Pedro nas Lajes do Pico". Boletim do Instituto Histórico da Ilha Terceira, XV (1957).
- "Um enviado do rei de França a Angra em 1581". Boletim do Instituto Histórico da Ilha Terceira, XVI (1958).
- "A batalha do Porto das Mós". Boletim do Instituto Histórico da Ilha Terceira, XVII  (1959).
- A Restauração na Ilha Terceira (1641-42), (1963).
- "O cerco e tomada do Castelo de São Filipe do Monte Brasil pelos Terceirenses". Boletim do Instituto Histórico da Ilha Terceira, XVIII (1969).
- O Castelo de São Filipe do Monte Brasil. Sep. de Atlântida, Angra do Heroísmo (1973).